# Immunodifusió doble
La immunodifusió doble és una prova de precipitació usada en immunologia. Aquesta tècnica serveix per detectar uns determinats antígens (combinant-los amb els anticossos corresponents). S'observen línies de precipitació en les zones on s'han format el complex antigen- anticòs. Es basa en el principi de la difusió de proteïnes a través d'un medi semi-sòlid. La immunodifusió doble és una tècnica inmunodiagnòstica classificada dins del grup de les tècniques secundàries, ja que mesura els resultats de la unió antigen-anticòs. La precipitació és el canvi físic produït, ja que aquest complex es torna insoluble. El suec Örjan Ouchterlony inventà la tècnica de la immunodifusió en l'any 1948. Va aprofitar els coneixements sobre la precipitació descoberts per Oudin l'any 1946. El seu objectiu primari va ser la identificació de sang humana en l'àmbit forense, però en poc temps es va poder apreciar que aquest fet va permetre un gran avanç en el diagnòstic de les malalties infeccioses.

## Realització

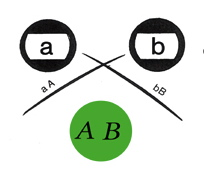
Patró obtingut en reacció de no identitat

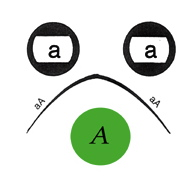
Patró obtingut en reacció d'identitat

Es formen petits pous cilíndrics en una capa d'agarosa, una matriu similar a la gelatina provinent d'algues marines. Les molècules difonen amb facilitat a través d'aquest gel, en les plaques de Petri. La mostra del pacient que conté els antígens es col·loca en un pou. Els anticossos dirigits contra aquests antígens es dipositen en el pou adjacent. En un període de 18 a 24 hores (fins a 48 hores), els antígens i els anticossos difonen l'un cap a l'altre en una cambra humida. Si es troben i formen el complex antigen-anticòs es produeix una banda de precipitació visible. Aquest punt és la zona d'equivalència. El gruix de la línia està en relació amb la quantitat d'antígens i anticossos presents en la precipitació. Com en qualsevol sistema antigen- anticòs existeix una proporció òptima. En la immunodifusió doble, segons quin sigui el patró característic dels precipitats, es poden determinar el número i identitat dels antígens o anticossos presents a la mostra.

## Tipus

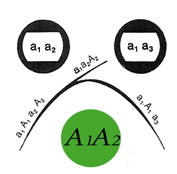
Patró obtingut en reacció d'identitat parcial

Hi ha dos tipus d'immunodifusió doble:
Immunodifusió doble tipus I: es tracta de la realització del procés explicat anteriorment. És un mètode quantitatiu. En aquest cas si es realitzen diferents dilucions d'un dels dos components podrem realitzar una anàlisi semiquantitativa de la mostra problema.
Quan la quantitat d'antigen és òptima respecte a la quantitat d'anticòs, la línia de precipitació quedarà a la mateixa distància de cada pou. En canvi, quan la línia de precipitació es tanca i s'apropa al pou de l'anticòs suposa un excés d'antigen. Quan passa el contrari, es tracta d'un excés d'anticòs. En alguns casos, si l'excés d'un dels dos és molt important, la banda de precipitació no arriba a formar-se. En aquest cas s'haurà produït un fenomen de prozona (excés de l'anticòs), o un fenomen de postzona (excés de l'antigen).
Immunodifusió doble tipus II o de Ouchterlony: s'utilitza per comparar diferents antígens o diferents anticossos entre si. Es col·locaran els pous dels antígens i anticossos en diferents angles per poder-los comparar amb els adjacents. Trobem tres patrons bàsics de reacció: 
- Reacció d'identitat total: on les línies de precipitació són semblants i s'uneixen quan es creuen. Això passa quan els dos antígens són iguals.
- Reacció de no identitat: on les línies es creuen per complet. En aquest cas, els dos antígens són totalment diferents.
- Reacció d'identitat parcial: on hi ha reacció de l'anticòs amb els dos antígens, però les línies no formen una creu completa. Aquest fet voldrà dir que l'anticòs comparteix parcialment els determinants antigènics.[3]

## Prestacions
L'avantatge d'aquesta prova és que es pot utilitzar per a diferenciar entre antígens molt semblants. Existeixen una sèrie d'inconvenients pels quals pocs tests diagnòstics es basen en aquesta tècnica.
- Perquè la tècnica funcioni, calen concentracions altes d'antigen i anticòs.
- És necessari que les concentracions d'antigen i anticòs siguin similars, per contra no s'arriba a l'equivalència i no es forma el precipitat. El precipitat només es forma en el punt d'equivalència o quan hi ha un lleuger excés d'antigen.
- Les molècules més petites migren amb més velocitat que les més grans i conforme la migració continua el precipitat pot tornar-se a dissoldre i formar-se de nou d'acord amb els canvis de concentració d'antigen o anticòs en el gel.
- Si hi ha grans quantitats d'anticòs, l'antigen no es difon molt lluny abans d'arribar a l'equivalència i la línia és més gruixuda o espessa.